# نبرد دو جنس (فیلم)
نبرد دو جنس (انگلیسی: Battle of the Sexes) یک فیلم ورزشی کمدی-درام به کارگردانی جاناتان دیتون و ولری فاریس و نویسندگی سایمن بوفوی است. از بازیگران این فیلم می‌توان به اما استون، استیو کارل و آندره‌آ ریسبرو اشاره کرد.

## بازیگران
- اما استون در نقش بیلی جین کینگ
- استیو کارل در نقش بابی ریگگس
- آندره‌آ ریسبرو در نقش ماریلین بارنت
- الیزابت شو در نقش خانم ریگگس
- آستین استول در نقش لری کینگ
- سارا سیلورمن در نقش گالدیس هلدمن
- الن کامینگ در نقش تد تینلینگ
- ناتالی مورالس در نقش رزماری کسالس
- اریک کریستین اولسن در نقش لورنی کوهل
- لوئیس پولمن در نقش لری ریگگس
- جسیکا مک‌نامی در نقش مارگارت کورت
- مارتا مک‌آیزاک در نقش جین بارتکوویچ

## تولید
در ۲۰ آوریل ۲۰۱۵ اعلام شد که فاکس سرچلایت پیکچرز، جاناتان دیتون و ولری فاریس را برای کارگردانی یک فیلم درام در مورد تنیس دو جنس مخالف قرار داده‌است که نویسنده آن سایمن بوفوی است. اما استون نقش بیلی جین کینگرا بر عهده دارد؛ در حالی که استیو کارل در نقش بابی ریگگس ظاهر خواهد شد. دنی بویل به همراه کریستین کولسون در شرکت کلودایت تهیه‌کنندگان این فیلم خواهند بود. در ۱۸ سپتامبر ۲۰۱۵ بری لارسون جایگزین نقش اما استون در فیلم شد؛ زیرا اما استون فرصت کار در این فیلم را نداشت. در ۱۸ نوامبر ۲۰۱۵ ورایتی اعلام کرد که مشکلات اما استون حل شده و او به این فیلم بازخواهد گشت. در ۳ مارس ۲۰۱۶ آندره‌آ ریسبرو برای بازی در نقش مارلین بارنت (آرایشگر و عاشق سابق کینگ از سال ۱۹۸۱) به بازیگران فیلم اضافه شد. سه ماه بعد از آن الیزابت شو برای بازی در نقش همسر بابی ریگگس به بازیگران افزوده شد. در آوریل ۲۰۱۶ بازیگران فیلم تکمیل شدند.
فیلمبرداری این فیلم در ۱۳ آوریل ۲۰۱۶ در لس آنجلس آغاز شد.